# Gephyromantis mafy
Espèce
Statut de conservation UICN

 CR B1ab(iii) : 
En danger critique
Gephyromantis mafy est une espèce d'amphibiens de la famille des Mantellidae.

## Répartition et habitat
Cette espèce est endémique de Madagascar. Elle se rencontre dans les environs de Vohimena. Elle vit dans la forêt tropicale humide.

## Description
Le mâle holotype mesure 20,4 mm de longueur standard.

## Étymologie
Son nom d'espèce, du malgache mafy, « fort, difficile », lui a été donné en référence au fait que cette espèce vit dans des milieux dégradés par des coupes illégales de bois ainsi qu'en référence à la difficulté de collecter cette espèce.

## Publication originale
- Vieites, Wollenberg & Vences, 2012 : Not all little brown frogs are the same: a new species of secretive and cryptic Gephyromantis (Anura: Mantellidae) from Madagascar. Zootaxa, no 3344, p. 34-46.